# The Blueprint 3
《Blueprint 3》는 미국 힙합가수인 제이-지의 11번째 정규 앨범이다. 이 앨범은 9월 8일에 미국에서 발매됐으며,11일날 정식 발매되었다.영국에서는 14일날에 발매했다.이 앨범은 지난 2001년에 발매된 'Blueprint'와 2002년에 발매된 'The Blueprint²: The Gift & The Curse'에 이은 시리즈 앨범이다.이 앨범은 8월 31일날에 몇 곡들이 유출됐다.제이 지는 이 유출에 대해 인터뷰했을 때, 그는
"이건 하나의 검토같은 거지. 난 사람들이 이 앨범을 듣는 것에 대해 흥분 돼. 난 이 앨범을 신나게 작업했다는 것에 대해 만족해. 그냥 즐기는 거야."라고 말했다.

## 트랙
1. "What We Talkin' About" (featuring Luke Steele) 카니예 웨스트, No I.D. 4:04
2. "Thank You" Kanye West, No I.D. 4:10
3. "D.O.A. (Death of Auto-Tune)" No I.D. 4:15
4. "Run This Town" (feat, 리한나, 카니예 웨스트) Kanye West, No I.D. 4:28
5. "Empire State of Mind" (Feat. 앨리샤 키스) Shux, co-produced by Janet "Jnay" Sewell-Ulepic & Angela Hunte 4:37
6. "Real as It Gets" (feat.영 지지) The Inkredibles 4:13
7. "On to the Next One" (feat, 스위즈 비츠) Swizz Beatz 4:16
8. "Off That" (feat, 드레이크) 팀바랜드, Jermone "Jroc" Harmon 4:07
9. "A Star Is Born" (featuring J. Cole) Kanye West, No I.D., additional production by Kenoe 3:47
10. "Venus vs. Mars" Timbaland, Jermone "Jroc" Harmon 3:11
11. "Already Home" (featuring 키드 쿠디) Kanye West, additional production by No I.D. and Jeff Bhasker 4:30
12. "Hate" (featuring 카니예 웨스트) Kanye West 2:32
13. "Reminder" Timbaland, Jerome "Jroc" Harmon 4:18
14. "So Ambitious" (featuring 페럴) The Neptunes 4:12
15. "Young Forever" (featuring Mr Hudson)